# عباس‌آباد دو (بردسیر)
عباس‌آباد دو یک منطقهٔ مسکونی در ایران است که در بخش مرکزی شهرستان بردسیر واقع شده‌است. براساس سرشماری مرکز آمار ایران در سال ۱۳۹۵، این روستا کمتر از سه خانوار جمعیت داشته‌است.